# 黃帶錐齒鯛
黃帶錐齒鯛（学名：Pentapodus aureofasciatus），又名紅尾冬仔，为金線魚科錐齒鯛屬下的一个种。